# تيم ميريت
تيم ميريت (بالإنجليزية: Tim Merritt)‏ (28 يونيو 1982 في الولايات المتحدة - ) هو لاعب كرة قدم أمريكي في مركز الدفاع. لعب مع دي.سي. يونايتد وNorth Carolina Fusion U23 ‏ وCrossfire Redmond ‏ وكولورادو رابيدز يو-23 ‏ وCASL Elite ‏ ونادي أوغيرسهايم ‏ وFort Lauderdale Strikers (2006–2016) ‏.

## وصلات خارجية
- تيم ميريت على موقع قاعدة بيانات كرة القدم.إي يو (الإنجليزية)